# Michael Gaston
Michael Gaston (* 5. November 1962 in Walnut Creek, Kalifornien) ist ein US-amerikanischer Film- und Fernsehschauspieler.

## Schauspielerei
Zunächst spielte Gaston in der Actionserie Prison Break von 2005 in einer Nebenrolle einen Agenten namens Quinn. Es folgte eine Hauptrolle in der post-apokalyptischen Fernsehserie Jericho – Der Anschlag, in der er von 2006 bis 2008 die Figur Gray Anderson verkörperte. In der sechsten Episode der zweiten Staffel der Mafiaserie Die Sopranos war er 2000 als zwanghafter Spieler zu sehen, der mit dem Mafiaboss in Schwierigkeiten gerät. In einer wiederkehrenden Rolle war er von 2010 bis 2013 in der Krimiserie The Mentalist als Gale Bertram, Director des CBI, zu sehen. 2008 war er im Oliver Stone Film W. – Ein missverstandenes Leben als General Tommy Franks zu sehen.
Zu weiteren Filmen, in denen Gaston zu sehen war, zählen Hexenjagd (1996), Kopfgeld – Einer wird bezahlen (1996), Cop Land (1997),  Doppelmord (Double Jeopardy) (1999), Die Prophezeiung (2000), Thirteen Days (2000), High Crimes – Im Netz der Lügen (2002), Sugar (2008) sowie Der Mann, der niemals lebte (2008).
Weitere Fernsehserien mit Gaston waren Homicide, Law & Order, Ally McBeal, Practice – Die Anwälte, The West Wing – Im Zentrum der Macht, Malcolm mittendrin, 24 und Fringe – Grenzfälle des FBI.
Michael Gaston war in einer Hauptrolle als Detective Mike Costello in der Krimiserie Unforgettable zu sehen, die zwischen 2011 und 2014 ausgestrahlt wurde.
Gaston hatte ferner verschiedene Rollen am Broadway oder anderen Theatern.

## Persönliches
Gaston ist verheiratet und hat zwei Kinder.

## Filmografie (Auswahl)
- 1994–2009: Law & Order (Fernsehserie, 5 Folgen)
- 1995: Hackers – Im Netz des FBI (Hackers)
- 1996: Homicide (Fernsehserie, Folge 5x09)
- 1999: Die Sopranos (The Sopranos, Fernsehserie, Folge 1x01)
- 1999, 2004: JAG – Im Auftrag der Ehre (JAG, Fernsehserie, 2 Folgen)
- 1999, 2003, 2016: Law & Order: Special Victims Unit (Fernsehserie, 3 Folgen)
- 2000: Third Watch – Einsatz am Limit (Third Watch, Fernsehserie, Folge 1x19)
- 2001, 2003: Ed – Der Bowling-Anwalt (Ed, 2 Folgen)
- 2002: High Crimes – Im Netz der Lügen (High Crimes)
- 2002: Practice – Die Anwälte (The Practice, Fernsehserie, Folge 7x04)
- 2002: Ally McBeal (Fernsehserie, 2 Folgen)
- 2004: Without a Trace – Spurlos verschwunden (Without a Trace, Fernsehserie, Folge 2x18)
- 2004: The West Wing – Im Zentrum der Macht (The West Wing, Fernsehserie, Folge 5x16)
- 2004: Malcolm mittendrin (Malcolm in the Middle, Fernsehserie, Folge 5x12)
- 2004: Navy CIS (NCIS, Fernsehserie, Folge 1x13)
- 2004: The Guardian – Retter mit Herz (The Guardian, Fernsehserie, Folge 3x11)
- 2004: CSI: Vegas (CSI: Crime Scene Investigation, Fernsehserie, Folge 4x19)
- 2005: Prison Break (Fernsehserie, 2 Folgen)
- 2005: Blind Justice – Ermittler mit geschärften Sinnen (Blind Justice, Fernsehserie, 13 Folgen)
- 2006–2008: Jericho – Der Anschlag (Jericho, Fernsehserie, 20 Folgen)
- 2007–2012: Damages – Im Netz der Macht (Damages, Fernsehserie, 8 Folgen)
- 2008: Emergency Room – Die Notaufnahme (ER, Fernsehserie, Folge 14x19)
- 2009: White Collar (Fernsehserie, Folge 1x01)
- 2009: Fringe – Grenzfälle des FBI (Fringe, Fernsehserie, 4 Folgen)
- 2009: Numbers – Die Logik des Verbrechens (Numb3rs, Fernsehserie, Folge 5x20)
- 2009: Saving Grace (Fernsehserie, Folge 3x06)
- 2009: Raising the Bar (Fernsehserie, 2 Folgen)
- 2009, 2013: Mad Men (Fernsehserie, 4 Folgen)
- 2010: 24 (Fernsehserie, 2 Folgen)
- 2010: Inception
- 2010: Rubicon (Fernsehserie, 4 Folgen)
- 2010: Terriers (Fernsehserie)
- 2010–2013: The Mentalist (Fernsehserie, 17 Folgen)
- 2011–2012: Unforgettable (Fernsehserie, 22 Folgen)
- 2012: Der Ruf der Wale (Big Miracle)
- 2012–2013: Last Resort (Fernsehserie, 5 Folgen)
- 2013: The Americans (Fernsehserie, Folge 1x01)
- 2014: Elementary (Fernsehserie, Folge 2x22)
- 2014: How to Get Away with Murder (Fernsehserie, Folge 1x01)
- 2014: Good Wife (The Good Wife, Fernsehserie, Folge 6x02)
- 2014: Chicago P.D. (Fernsehserie, Folge 2x06)
- 2014: Turn: Washington’s Spies (Fernsehserie, 5 Folgen)
- 2014–2017: The Leftovers (Fernsehserie, 7 Folgen)
- 2015: Navy CIS: L.A. (NCIS: Los Angeles, Fernsehserie, Folge 6x14)
- 2015: Blue Bloods – Crime Scene New York (Blue Bloods, Fernsehserie, Folge 6x3)
- 2015: Bridge of Spies – Der Unterhändler (Bridge of Spies)
- 2015–2016: Blindspot (Fernsehserie, 7 Folgen)
- 2015–2018: The Man in the High Castle (Fernsehserie, 13 Folgen)
- 2016: BrainDead (Fernsehserie, Folge 1x09)
- 2016: Murder in the First (Fernsehserie, 8 Folgen)
- 2016: Designated Survivor (Fernsehserie, 2 Folgen)
- 2017: First Reformed
- 2018: Land der Gewohnheit (The Land of Steady Habits)
- 2019: Treadstone (Fernsehserie, 8 Folgen)
- 2019: Togo
- 2020: Spenser Confidential
- 2021: A Mouthful of Air
- 2022: Fleishman is in Trouble (Fernsehserie, 2 Folgen)
- 2022: Memorial Hospital – Die Tage nach Hurrikan Katrina (Five Days at Memorial, Miniserie, 6 Folgen)
- 2025: Daredevil: Born Again (Fernsehserie, 6 Folgen)
- 2025: The Waterfront (Fernsehserie)